# Condado de Lamar (Texas)

O Condado de Lamar é um dos 254 condados do estado norte-americano do Texas. A sede do condado é Paris, que é também a sua maior cidade. O condado tem uma área de 2415 km² (dos quais 41 km² estão cobertos por água), uma população de 48 499 habitantes, e uma densidade populacional de 20 hab/km² (segundo o censo nacional de 2000). O condado foi criado em 1840 e recebeu o seu nome em homenagem a Mirabeau Buonaparte Lamar (1798–1859), político do Texas e segundo presidente da República do Texas (1838-1841).

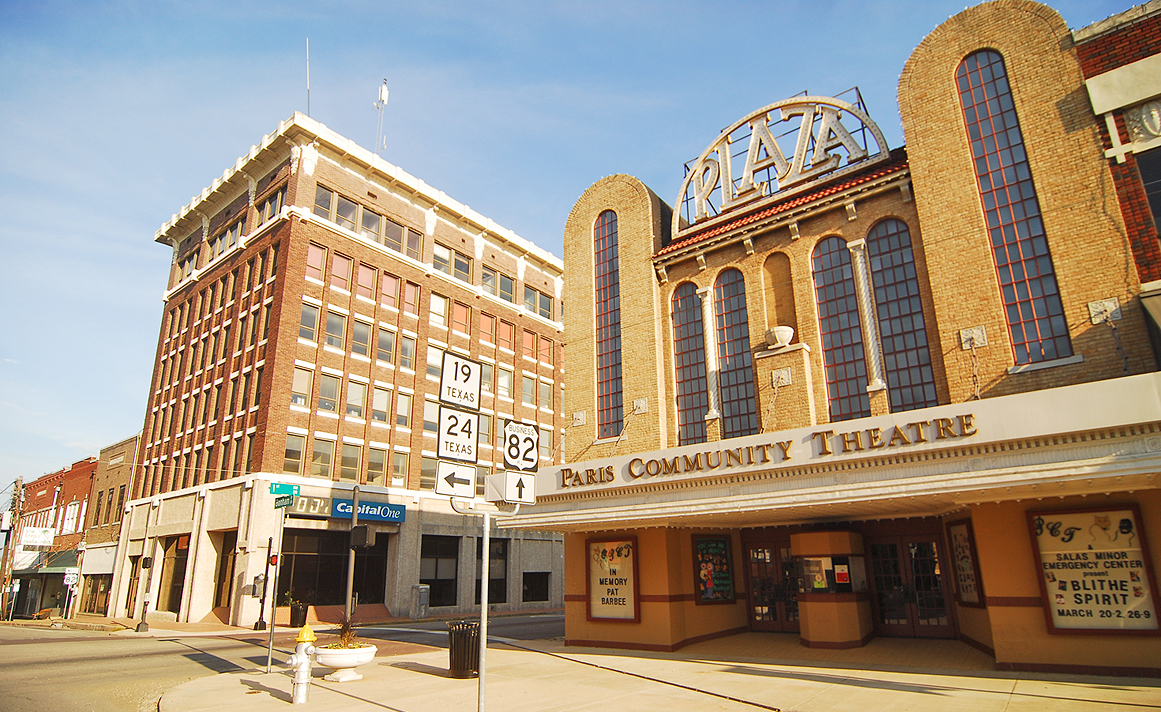
Centro de Paris, Texas